# Karl J:son Martin
Karl August Martin J:son Martin (i riksdagen kallad Martin i Oskar-Fredriksborg), född 7 januari 1880 i Södertälje, död 
6 februari 1962 i Vaxholm, var en svensk sergeant, tidningsman och politiker (liberal).
Karl Martin var son till snickaren Per August Johansson. Han var underofficer vid Vaxholms kustartilleriregemente 1902-1916 och därefter reservofficer 1916–1935 innan han erhöll löjtnants avsked. Han var disponent vid AB Vaxholmsvarvet 1919–1920, vid AB Vaxholms snickerifabrik 1920–1922 och 1922-1959 var han redaktör och ansvarig utgivare för Vaxholms Tidning.
Han var riksdagsledamot i andra kammaren för Liberala samlingspartiet 1911-1914, år 1911 för Danderyds, Åkers och Värmdö skeppslags valkrets och därefter för Stockholms läns södra valkrets, och 1910–1926 ledamot av Stockholms läns landsting varav 1919–1926 som vice ordförande. Martin var ledamot av Vaxholms stadsfullmäktige 1913–1947 varav 1919–1924 och 1925–1947 som ordförande. Han var ledamot av Lotsverkets löneregleringskommitté 1912, sakkunnig inom Försvarsdepartementet rörande friköp av vaxholmstomte 1926, ledamot av 1935 års fiskeriutredning, ledamot och sekreterare i kommittén rörande fiskets administration 1936–1937, ledamot och sekreterare i 1940 års fiskeriutredning och ledamot i 1945 års skärgårdsutredning. Han var sekreterare i Stockholms läns fiskeriförening 1927–1934 och i Svenska ostkustfiskarnas centralförbund 1934–1944 samt ordförande i styrelsen för Svenska fiskredskapsimportörernas förening 1941–1947.
Som riksdagsledamot var han främst engagerad för skärgårdsbefolkningens frågor.